# Riserva naturale della Valle dei Casali
La riserva naturale della Valle dei Casali è un'area naturale protetta nella città metropolitana di Roma Capitale istituita nel 1997.
Incastonata nel quadrante ovest della città di Roma compresa nei quartieri Gianicolense e Portuense, delimitata da via del Casaletto, via dei Silvestri, via di Bravetta e via Portuense.
È la prosecuzione ideale di villa Doria Pamphilj, grande parco storico da cui dista solo pochi metri. Il suo nome deriva dalla presenza nella città di Roma, della storica famiglia Casali. Il paesaggio è costituito da un altipiano che digrada verso il Tevere con una serie di colline e fossi.

## Flora
La flora è caratterizzata da pini mediterranei, aceri, palme, pioppi, salici e ginestre. 
Lungo i percorsi si incontrano ulivi e gelsi, a testimonianza della vocazione agricola della zona.

## Fauna
La fauna è costituita da ricci, volpi, donnole, gheppi, poiane, cornacchie, fagiani, storni, merli, passeriformi e negli ultimi anni si è notata la presenza di diverse colonie di pappagalli nidificanti, esattamente il parrocchetto dal collare e il parrocchetto monaco.

## Punti di interesse
Dal punto di vista storico sono da ricordare nell'area del S.VIII Gianicolense la settecentesca villa York, appartenuta al cardinale Duca Clemente di York (tipico esempio di vigna romana realizzata secondo la concezione inglese del paesaggio naturale), villa Consorti recentemente identificata come il "casino Lanfranco" edificio progettato ed affrescato dal grande pittore Giovanni Lanfranco, il Complesso del Buon Pastore opera eccelsa di Armando Brasini, Forte Bravetta; Casal Ninfeo storico ninfeo monumentale. Mentre nell'area del S.VII Portuense la Torre Righetti, belvedere o casino di caccia sulla cima della collina di Monte Cucco, da cui si domina la valle del Tevere.

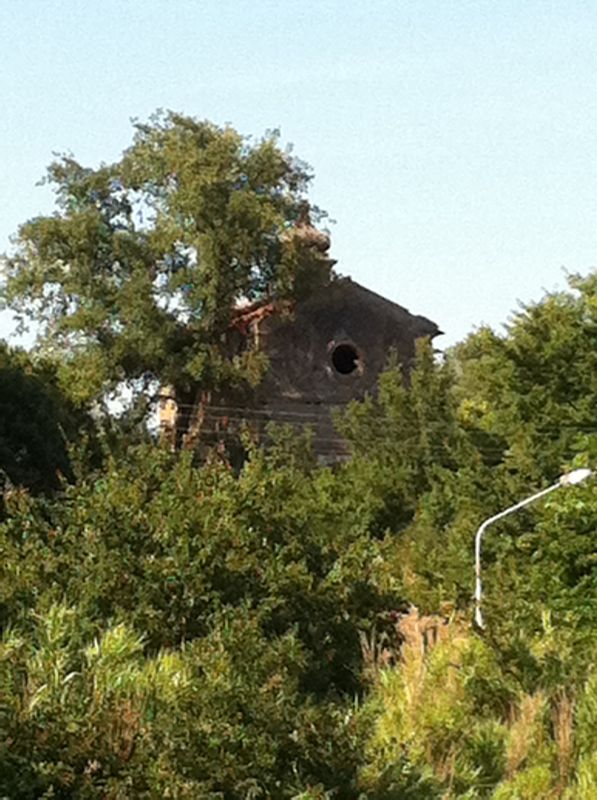
Chiesa Santa Chiara vista dal Parco dei Martiri di Forte Bravetta (Bravetta)